# 草裙舞

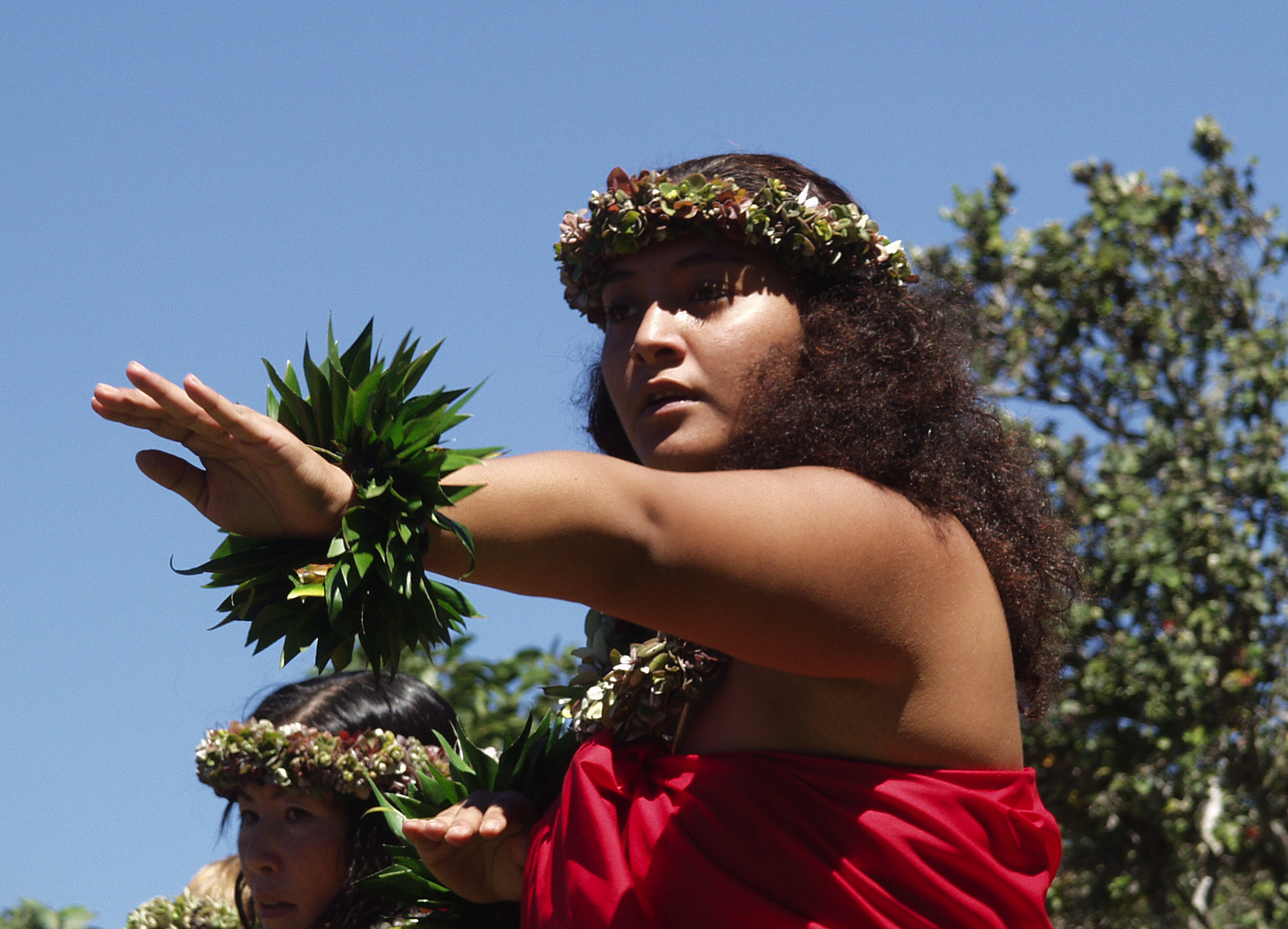
夏威夷的草裙舞

草裙舞，又名呼拉舞（英語：Hula），是夏威夷的傳統民俗舞蹈，由最早定居在夏威夷的玻里尼西亞人所發展出來的舞蹈，是一种注重手脚和腰部动作的舞曲。
草裙舞是夏威夷最具代表性的活动，其表演形式多种多样，一个舞者可以表演，一队舞者也能表演。如今的夏威夷人，正是用这种载歌载舞的方式迎接远道而来的客人。然而，夏威夷人并非将其视为一项单纯的娱乐，一段草裙舞可能是在追忆历史、讲述传说、向神灵祈福或者赞颂当地的一位伟大首领。

## 历史
传说中第一个跳草裙舞的是舞神拉卡。她跳起草裙舞招待她的姐姐火神佩莱。佩莱非常喜欢这个舞蹈，就用火焰点亮了整个天空。自此，草裙舞就成为向神表达敬意的宗教舞蹈。纳撒尼尔·埃默森把草裙舞称为“打开心灵之门”。
历史上任何人试图压制草裙舞的做法最终都以失败告终，而且只会给它带来更多的滋养，让它更茁壮地成长。1964年，夏威夷人进行的文化反击就曾以草裙舞作为一面旗帜。这次文化反击是由卡莫哈莫哈学校的格拉迪·布兰迪发起的。卡莫哈莫哈建立于1887年，是夏威夷规模最大、也最重要的私立学校。曾在这里担任校长的布兰迪女士如今已经96岁高龄，她还是个孩子的时候，正值外来文化入侵夏威夷时期。尽管她是个天生的舞者，她的父亲却禁止她跳草裙舞，认为只有接受西方文化才可能有所作为。布兰迪成为老师之后，立刻改变了学校不允许女孩跳草裙舞的规矩，她的做法在当时引起了很大轰动，也激励了许多人为保护草裙舞这一传统而不懈努力。
尽管草裙舞是一种全身运动的舞蹈；但只有手部动作才真正表达舞蹈的含义。据说在舞蹈中表现战争场面会使一场未来的战争得以平息。很多舞蹈都表达着人们盼望丰收的愿望。

## 种类
草裙舞主要可以分為兩種，在西方人進到夏威夷前的草裙舞稱為kahiko草裙舞，會伴隨著吟唱和夏威夷的傳統樂器。在19世紀後和20世紀後，西方人進到夏威夷後的草裙舞稱為auana草裙舞，會配合一些西方的樂器，像是吉他、烏克麗麗及低音提琴。
卡希科（Kahiko）舞这种古老的草裙舞一直是纯宗教性的，但现在它已经变成用尤克里里琴伴奏的娱乐性草裙舞。大多数人都把这种舞蹈与夏威夷联系起来。奥瓦纳草裙舞，或称现代草裙舞，成为岛上的保留节目。在库克船长抵达之前，草裙舞在鼓或其它简单乐器的伴奏下，随着oli（吟唱）和mele（歌曲）表演（更详细的资料请点取“乐器”）。oli和mele和现代诗歌类似，使用押韵、隐喻（kaona）和复杂的象征主义，来解释自然现象、历史城镇和事件，以及文化价值。oli是纯粹的个人或团体吟唱，mele则伴随有说话和舞蹈。mele kaua述说酋长的战绩，mele inoa荣耀祖先的英雄事迹，mele ipo歌颂爱情。
虽然`auana草裙舞并不一定要遵守kahiko草裙舞的严格仪式，但两者通常有同样的主题。举例来说，舞者通常演唱歌曲来赞颂他们拜访的地方或人们。他们可能也会演唱介绍自己家乡或岛屿的mele，来向观众介绍自己。有作功课的观众会听出这种巧妙安排，并为他们喝彩。